# Blanche de Belgique
'Blanche de Belgique' est un cultivar de rose ancienne, hybride de Rosa alba, obtenu avant 1846 par un obtenteur inconnu. Certains l'attribuent à Vibert, en 1817.

## Description
Il s'agit d'un rosier extrêmement vigoureux dont les fleurs doubles (17-25 pétales) et parfumées sont d'un blanc immaculé lorsqu'elles sont bien épanouies avec une légère nuance crème au cœur. La floraison abondante a lieu à la fin du printemps et au début de l'été.
Le buisson s'élève de 150 cm à 215 cm pour une envergure de plus de 120 cm.  
Sa zone de rusticité descend à 3b ; il est donc très résistant aux grands froids, d'ailleurs la société suédoise des roses le recommande pour son pays. Il faut le tailler après la floraison, puis en février ou mars. 